# DDR-Oberliga 1969/70 (Badminton)
Die DDR-Oberliga im Badminton war in der Saison 1969/1970 die höchste Mannschaftsspielklasse der in der DDR Federball genannten Sportart. Es war die elfte Austragung dieser Mannschaftsmeisterschaft.

## Ergebnisse
Aktivist Tröbitz – Motor Zittau 10:1
27. September 1969 Tröbitz
1. MX: Klaus Katzor / Rita Gerschner – Claus Stegner / Gudrun Hensel 15:3 15:4
2. MX: Joachim Schimpke / Monika Thiere – Horst Hensel / Brigitte Plaxin 15:7 14:18 10:15
1. HD: Klaus Katzor / Joachim Schimpke – Claus Stegner / Gottlieb Plaxin 15:4 15:5
2. HD: Erich Wilde / Gottfried Seemann – Horst Hensel / Rainer Ullrich 15:8 15:13
1. HE: Klaus Katzor – Claus Stegner 15:2 15:1
2. HE: Joachim Schimpke – Horst Hensel 15:4 15:3
3. HE: Roland Riese – Gottlieb Plaxin 15:6 15:1
4. HE: Gottfried Seemann – Rainer Ullrich 15:5 15:6
1. DE: Monika Thiere – Gudrun Hensel 11:5 11:2
2. DE: Rita Gerschner – Brigitte Plaxin 11:6 11:2
1. DD: Rita Gerschner / Monika Thiere – Gudrun Hensel / Brigitte Plaxin 15:6 15:4
Aktivist Tröbitz – Wismut Karl-Marx-Stadt 11:0
28. September 1969 Tröbitz
1. MX: Klaus Katzor / Rita Gerschner – Harald Richter / Annemarie Richter 15:8 11:15 15:7
2. MX: Joachim Schimpke / Monika Thiere – Peter Richter / Bettina Böhme 15:1 15:6
1. HD: Klaus Katzor / Roland Riese – Harald Richter / Dieter Theiner 15:0 15:0
2. HD: Erich Wilde / Gottfried Seemann – Peter Richter / Bernd Böhme 15:9 15:4
1. HE: Klaus Katzor – Harald Richter 15:0 15:1
2. HE: Joachim Schimpke – Peter Richter 15:3 15:1
3. HE: Roland Riese – Bettina Böhme 15:5 15:5
4. HE: Gottfried Seemann – Dieter Theiner 15:10 15:4
1. DE: Monika Thiere – Annemarie Richter 12:10 11:8
2. DE: Rita Gerschner – Bettina Böhme 11:1 11:5
1. DD: Monika Thiere / Rita Gerschner – Annemarie Richter / Bernd Böhme 15:5 15:4
Aktivist Tröbitz – Chemie Ilmenau 9:2
4. Oktober 1969 Ilmenau
1. MX: Joachim Schimpke / Monika Thiere – Manfred Kahl / Dagmar Tröße 15:8 15:8
2. MX: Gottfried Seemann / Annemarie Seemann – Günter Schewe / Ursula Rimkus 15:4 15:13
1. HD: Klaus Katzor / Joachim Schimpke – Manfred Kahl / Günter Schewe 15:3 15:3
2. HD: Gottfried Seemann / Roland Riese – Klaus Effenberger / Jürgen Wickenhagen 15:2 15:7
1. HE: Klaus Katzor – Manfred Kahl 17:15 15:5
2. HE: Joachim Schimpke – Günter Schewe 15:5 15:2
3. HE: Roland Riese – Klaus Effenberger 15:2 15:12
4. HE: Gottfried Seemann – Jürgen Wickenhagen 15:10 15:3
1. DE: Monika Thiere – Ursula Rimkus 11:5 11:5
2. DE: Annemarie Seemann – Dagmar Tröße 1:11 4:11
1. DD: Annemarie Seemann / Monika Thiere – Ursula Rimkus / Dagmar Tröße 15:7 9:15 17:18
Aktivist Tröbitz – DHfK Leipzig 10:1
18. Oktober 1969 Leipzig
1. MX: Klaus Katzor / Rita Gerschner – Volker Herbst / Beate Herbst 15:7 15:9
2. MX: Joachim Schimpke / Monika Thiere – Frank Geißler / Christel Sommer 15:9 15:13
1. HD: Klaus Katzor / Roland Riese – Volker Herbst / Gerd Pigola 15:8 15:11
2. HD: Erich Wilde / Gottfried Seemann – Gerd Hachmeister / Frank Geißler 15:1 15:3
1. HE: Klaus Katzor – Volker Herbst 15:4 15:2
2. HE: Joachim Schimpke – Gerd Pigola 15:5 14:17 15:12
3. HE: Roland Riese – Frank Geißler 15:2 11:15 18:16
4. HE: Gottfried Seemann – Gerd Hachmeister 15:5 15:12
1. DE: Monika Thiere – Beate Herbst 11:3 11:2
2. DE: Rita Gerschner – Christel Sommer 10:12 11:6 9:11
1. DD: Rita Gerschner / Monika Thiere – Beate Herbst / Christel Sommer 15:11 15:3
Aktivist Tröbitz – Einheit Greifswald 11:0
25. Oktober 1969 Tröbitz
1. MX: Joachim Schimpke / Monika Thiere – Edgar Michalowski / Christine Zierath 15:7 15:10
2. MX: Gottfried Seemann / Rita Gerschner – Erfried Michalowsky / Bärbel Schlottke 15:5 15:7
1. HD: Klaus Katzor / Roland Riese – Edgar Michalowski / Erfried Michalowsky 15:7 15:8
2. HD: Erich Wilde / Gottfried Seemann – Klaus Müller / Hans-Peter Meyer 15:10 14:17 15:2
1. HE: Klaus Katzor – Edgar Michalowski 15:7 15:3
2. HE: Joachim Schimpke – Erfried Michalowsky 15:12 17:15
3. HE: Roland Riese – Klaus Müller 15:10 18:13
4. HE: Gottfried Seemann – Lothar Michalowsky 15:2 15:3
1. DE: Monika Thiere – Christine Zierath 11:8 11:1
2. DE: Rita Gerschner – Bärbel Schlottke 11:0 11:3
1. DD: Rita Gerschner / Monika Thiere – Christine Zierath / Bärbel Schlottke 15:3 15:2
Aktivist Tröbitz – Traktor Pätz 11:0
26. Oktober 1969 Tröbitz
1. MX: Klaus Katzor / Rita Gerschner – Klaus Krüger / Monika Habanz 15:6 15:5
2. MX: Joachim Schimpke / Monika Thiere – Dieter Milde / Barbara Tarnick 15:3 13:15 15:5
1. HD: Klaus Katzor / Roland Riese – Klaus Krüger / Joachim Wiemann 15:6 15:4
2. HD: Gottfried Seemann / Joachim Schimpke – Dieter Milde / Klaus Kretschmer 15:6 15:5
1. HE: Klaus Katzor – Klaus Krüger 15:1 15:5
2. HE: Joachim Schimpke – Dieter Milde 15:4 15:2
3. HE: Roland Riese – Joachim Wiemann 15:4 15:1
4. HE: Erich Wilde – Klaus Kretschmer 15:5 15:4
1. DE: Monika Thiere – Monika Habanz 11:0 11:2
2. DE: Rita Gerschner – Barbara Tarnick 11:2 11:0
1. DD: Monika Thiere / Rita Gerschner – Monika Habanz / Barbara Tarnick 15:0 15:4
Aktivist Tröbitz – Traktor Pätz 9:2
8. November 1969 Pätz
1. MX: Klaus Katzor / Rita Gerschner – Joachim Wiemann / Monika Habanz 4:15 10:15
2. MX: Joachim Schimpke / Monika Thiere – Klaus Kretschmer / Barbara Tarnick 17:15 9:15 17:18
1. HD: Klaus Katzor / Joachim Schimpke – Joachim Wiemann / Jürgen Tandler 15:4 15:3
2. HD: Erich Wilde / Gottfried Seemann – Klaus Kretschmer / Volker Krüger 15:0 15:5
1. HE: Klaus Katzor – Joachim Wiemann 15:3 15:1
2. HE: Joachim Schimpke – Klaus Kretschmer 15:4 15:3
3. HE: Gottfried Seemann – Volker Krüger 15:1 15:0
4. HE: Erich Wilde – Jürgen Tandler 15:10 15:2
1. DE: Monika Thiere – Monika Habanz 11:4 6:11 11:0
2. DE: Rita Gerschner – Barbara Tarnick 11:3 11:0
1. DD: Monika Thiere / Rita Gerschner – Monika Habanz / Barbara Tarnick 15:13 15:5
Aktivist Tröbitz – EBT Berlin 10:1
8. November 1969 Berlin
1. MX: Klaus Katzor / Rita Gerschner – Wolfgang Bartz / Margit Maehs 15:10 15:5
2. MX: Joachim Schimpke / Monika Thiere – Hans Abraham / Gudrun Abraham 15:6 18:16
1. HD: Klaus Katzor / Joachim Schimpke – Dietmar Drechsler / Wolfgang Bartz 7:15 15:3 10:15
2. HD: Erich Wilde / Gottfried Seemann – Gerd Migdal / Hans Abraham 15:4 15:10
1. HE: Klaus Katzor – Wolfgang Bartz 15:6 15:7
2. HE: Joachim Schimpke – Gerd Migdal 15:3 5:15 15:4
3. HE: Gottfried Seemann – Hans Abraham 15:6 15:9
4. HE: Erich Wilde – Dietmar Drechsler 15:0 15:3
1. DE: Monika Thiere – Christel Kopatz 11:0 11:0
2. DE: Rita Gerschner – Gudrun Abraham 11:2 11:2
1. DD: Monika Thiere / Rita Gerschner – Gudrun Abraham / Margit Maehs 15:1 15:1
Aktivist Tröbitz – Chemie Ilmenau 10:1
15. November 1969 Tröbitz
1. MX: Joachim Schimpke / Monika Thiere – Günter Schewe / Ursula Rimkus 15:4 15:2
2. MX: Gottfried Seemann / Annemarie Seemann – Jürgen Wickenhagen / Dagmar Tröße 15:7 14:15 15:6
1. HD: Klaus Katzor / Gottfried Seemann – Günter Schewe / Jürgen Wickenhagen 15:2 15:7
2. HD: Joachim Schimpke / Erich Wilde – Klaus Effenberger / Peter Rebel 15:3 15:6
1. HE: Klaus Katzor – Günter Schewe 15:6 15:4
2. HE: Joachim Schimpke – Klaus Effenberger 15:3 15:3
3. HE: Gottfried Seemann – Jürgen Wickenhagen 15:6 15:8
4. HE: Erich Wilde – Peter Rebel 15:2 15:3
1. DE: Monika Thiere – Ursula Rimkus 11:3 11:1
2. DE: Annemarie Seemann – Dagmar Tröße 11:12 2:11
1. DD: Monika Thiere / Annemarie Seemann – Ursula Rimkus / Dagmar Tröße 17:15 15:5
Aktivist Tröbitz – Motor Zittau 8:3
22. November 1969 Zittau
1. MX: Joachim Schimpke / Monika Thiere – Claus Stegner / Gudrun Hensel 15:7 15:12
2. MX: Gottfried Seemann / Annemarie Seemann – Horst Hensel / Brigitte Plaxin 13:15 1:15
1. HD: Klaus Katzor / Joachim Schimpke – Claus Stegner / Gottlieb Plaxin 15:4 15:12
2. HD: Gottfried Seemann / Klaus-Peter Färber – Helmut Küpper / Rainer Ullrich 15:6 15:3
1. HE: Klaus Katzor – Claus Stegner 15:4 15:12
2. HE: Joachim Schimpke – Helmut Küpper 15:6 15:5
3. HE: Gottfried Seemann – Horst Hensel 12:15 12:15
4. HE: Klaus-Peter Färber – Gottlieb Plaxin 15:9 15:11
1. DE: Monika Thiere – Gudrun Hensel 11:6 6:11 11:3
2. DE: Annemarie Seemann – Brigitte Plaxin 11:8 5:11 1:11
1. DD: Monika Thiere / Annemarie Seemann – Brigitte Plaxin / Gudrun Hensel 15:5 15:12
Aktivist Tröbitz – EBT Berlin 11:0
29. November 1969 Tröbitz
1. MX: Klaus Katzor / Rita Gerschner – Dietmar Drechsler / Gudrun Abraham 15:5 15:6
2. MX: Joachim Schimpke / Monika Thiere – Hans Abraham / Christel Kopatz 15:0 15:0
1. HD: Klaus Katzor / Joachim Schimpke – Wolfgang Bartz / Horst Meltzer 15:4 15:6
2. HD: Gottfried Seemann / Erich Wilde – Dietmar Drechsler / Hans Abraham 17:14 15:6
1. HE: Klaus Katzor – Wolfgang Bartz 15:0 15:9
2. HE: Joachim Schimpke – Dietmar Drechsler 15:5 15:2
3. HE: Gottfried Seemann – Hans Abraham 15:10 15:14
4. HE: Erich Wilde – Horst Meltzer 15:4 15:0
1. DE: Monika Thiere – Gudrun Abraham 11:1 11:0
2. DE: Rita Gerschner – Christel Kopatz 11:0 11:0
1. DD: Monika Thiere / Rita Gerschner – Gudrun Abraham / Christel Kopatz 15:0 15:0
Aktivist Tröbitz – Wismut Karl-Marx-Stadt 9:2
14. Dezember 1969 Karl-Marx-Stadt
1. MX: Klaus Katzor / Rita Gerschner – Harald Richter / Annemarie Richter 9:15 15:9 15:5
2. MX: Joachim Schimpke / Monika Thiere – Peter Richter / Bettina Böhme 15:7 15:4
1. HD: Klaus Katzor / Roland Riese – Harald Richter / Dieter Theiner 15:5 15:4
2. HD: Gottfried Seemann / Erich Wilde – Bernd Böhme / Peter Richter 15:11 15:9
1. HE: Klaus Katzor – Harald Richter 15:11 15:6
2. HE: Joachim Schimpke – Peter Richter 18:13 17:14
3. HE: Roland Riese – Bernd Böhme 15:4 8:15 5:15
4. HE: Gottfried Seemann – Dieter Theiner 15:8 15:8
1. DE: Monika Thiere – Annemarie Richter 6:11 8:11
2. DE: Rita Gerschner – Bettina Böhme 11:1 11:1
1. DD: Rita Gerschner / Monika Thiere – Bettina Böhme / Annemarie Richter 15:9 15:6
Aktivist Tröbitz – Einheit Greifswald 8:3
21. Dezember 1969 Greifswald
1. MX: Klaus Katzor / Rita Gerschner – Edgar Michalowski / Hannelore Günther 8:15 16:17
2. MX: Joachim Schimpke / Monika Thiere – Erfried Michalowsky / Christine Zierath 15:6 15:0
1. HD: Klaus Katzor / Roland Riese – Edgar Michalowski / Erfried Michalowsky 15:0 15:0
2. HD: Gottfried Seemann / Erich Wilde – Klaus Müller / Hubert Wagner 18:15 15:5
1. HE: Klaus Katzor – Edgar Michalowski 15:11 18:13
2. HE: Joachim Schimpke – Erfried Michalowsky 15:0 15:0
3. HE: Roland Riese – Klaus Müller 15:6 6:15 4:15
4. HE: Gottfried Seemann – Hubert Wagner 15:6 15:12
1. DE: Monika Thiere – Christine Zierath 11:7 7:11 8:11
2. DE: Rita Gerschner – Hannelore Günther 11:2 11:5
1. DD: Rita Gerschner / Monika Thiere – Christine Zierath / Hannelore Günther 15:7 15:2
Aktivist Tröbitz – DHfK Leipzig 10:1
3. Januar 1970 Tröbitz
1. MX: Klaus Katzor / Rita Gerschner – Volker Herbst / Beate Herbst 15:7 13:15 15:4
2. MX: Joachim Schimpke / Monika Thiere – Gerd Pigola / Christel Sommer 15:11 10:15 15:3
1. HD: Klaus Katzor / Roland Riese – Gerd Pigola / Volker Herbst 8:15 15:4 15:7
2. HD: Erich Wilde / Gottfried Seemann – Frank Geißler / Gerd Hachmeister 15:5 15:9
1. HE: Klaus Katzor – Volker Herbst 15:2 15:8
2. HE: Joachim Schimpke – Gerd Pigola 15:3 8:15 15:4
3. HE: Roland Riese – Frank Geißler 15:8 15:7
4. HE: Gottfried Seemann – Gerd Hachmeister 15:6 15:3
1. DE: Monika Thiere – Beate Herbst 11:0 11:2
2. DE: Rita Gerschner – Christel Sommer 0:11 11:3 11:12
1. DD: Monika Thiere / Rita Gerschner – Beate Herbst / Christel Sommer 15:10 8:15 15:9

## Endstand
| Platz | Mannschaft |
| ----- | --- |
| 1.    | Aktivist Tröbitz (Gottfried Seemann, Joachim Schimpke, Erich Wilde, Klaus-Peter Färber, Roland Riese, Klaus Katzor, Rita Gerschner, Monika Thiere, Annemarie Seemann)                                                               |
| 2.    | HSG DHfK Leipzig (Gerd Pigola, Volker Herbst, Gerd Hachmeister, Frank Geißler, Joachim Gerhardt, Bernd Hachmeister, Christel Sommer, Beate Herbst, Dagmar Pigola, Petra Kabisch)                                                    |
| 3.    | Einheit Greifswald (Klaus Müller, Erfried Michalowsky, Edgar Michalowski, Lothar Michalowsky, Hans-Peter Meyer, Hubert Wagner, Hans-Peter Bösel, Christine Zierath, Hannelore Günther, Bärbel Schlottke, Zimmermann, Gisela Rediek) |
| 4.    | Motor Zittau (Claus Stegner, Horst Hensel, Helmut Küpper, Rainer Ullrich, Gottlieb Plaxin, Brigitte Plaxin, Gudrun Hensel) |
| 5.    | Wismut Karl-Marx-Stadt (Peter Richter, Harald Richter, Dieter Theiner, Bernd Böhme, Annemarie Richter, Bettina Böhme) |
| 6.    | EBT Berlin (Wolfgang Bartz, Hans Abraham, Gerd Migdal, Dietmar Drechsler, Horst Meltzer, Christel Kopatz, Gudrun Abraham, Margit Maehs)                                                                                             |
| 7.    | Chemie Glas Ilmenau (Manfred Kahl, Günter Schewe, Jürgen Wickenhagen, Klaus Effenberger, Peter Rebel, Ursula Rimkus, Dagmar Tröße)                                                                                                  |
| 8.    | Traktor Pätz (Joachim Wiemann, Jürgen Tandler, Klaus Kretschmer, Volker Krüger, Dieter Milde, Monika Habanz, Barbara Tarnick) |